# غاريث غيتس
غاريث غيتس (بالإنجليزية: Gareth Gates)‏ هو مغني ومغن مؤلف بريطاني، ولد في 12 يوليو 1984 في برادفورد في المملكة المتحدة.

## وصلات خارجية
- الموقع الرسمي
- غاريث غيتس على موقع IMDb (الإنجليزية)
- غاريث غيتس على موقع ميوزك برينز (الإنجليزية)
- غاريث غيتس على موقع ديسكوغز (الإنجليزية)